# Salih Tufan Durmus
Salih Tufan Durmus (ur. 14 września 1973) – turecki judoka.
Startował w Pucharze Świata w latach 1995–2000, 2002 i 2004. Siódmy na mistrzostwach Europy w 1992. Brązowy medalista igrzysk śródziemnomorskich w 1993 roku.